# Malicornay
Malicornay ist eine französische Gemeinde mit 189 Einwohnern (Stand: 1. Januar 2022) im Département Indre in der Region Centre-Val de Loire; sie gehört zum Arrondissement La Châtre und zum Kanton Neuvy-Saint-Sépulchre. Die Einwohner werden Malicornéens genannt.

## Geographie
Malicornay liegt etwa 39 Kilometer südsüdwestlich von Châteauroux. Nachbargemeinden von Malicornay sind Mosnay im Norden und Nordwesten, Maillet im Norden und Osten, Orsennes im Südosten, Pommiers im Süden, Chavin im Westen sowie Le Pêchereau im Westen und Nordwesten.

## Bevölkerungsentwicklung
| Jahr                      | 1962 | 1968 | 1975 | 1982 | 1990 | 1999 | 2006 | 2013 |
| Einwohner                 | 308  | 265  | 266  | 238  | 194  | 196  | 189  | 189  |
| Quelle: Cassini und INSEE |      |      |      |      |      |      |      |      |

## Sehenswürdigkeiten

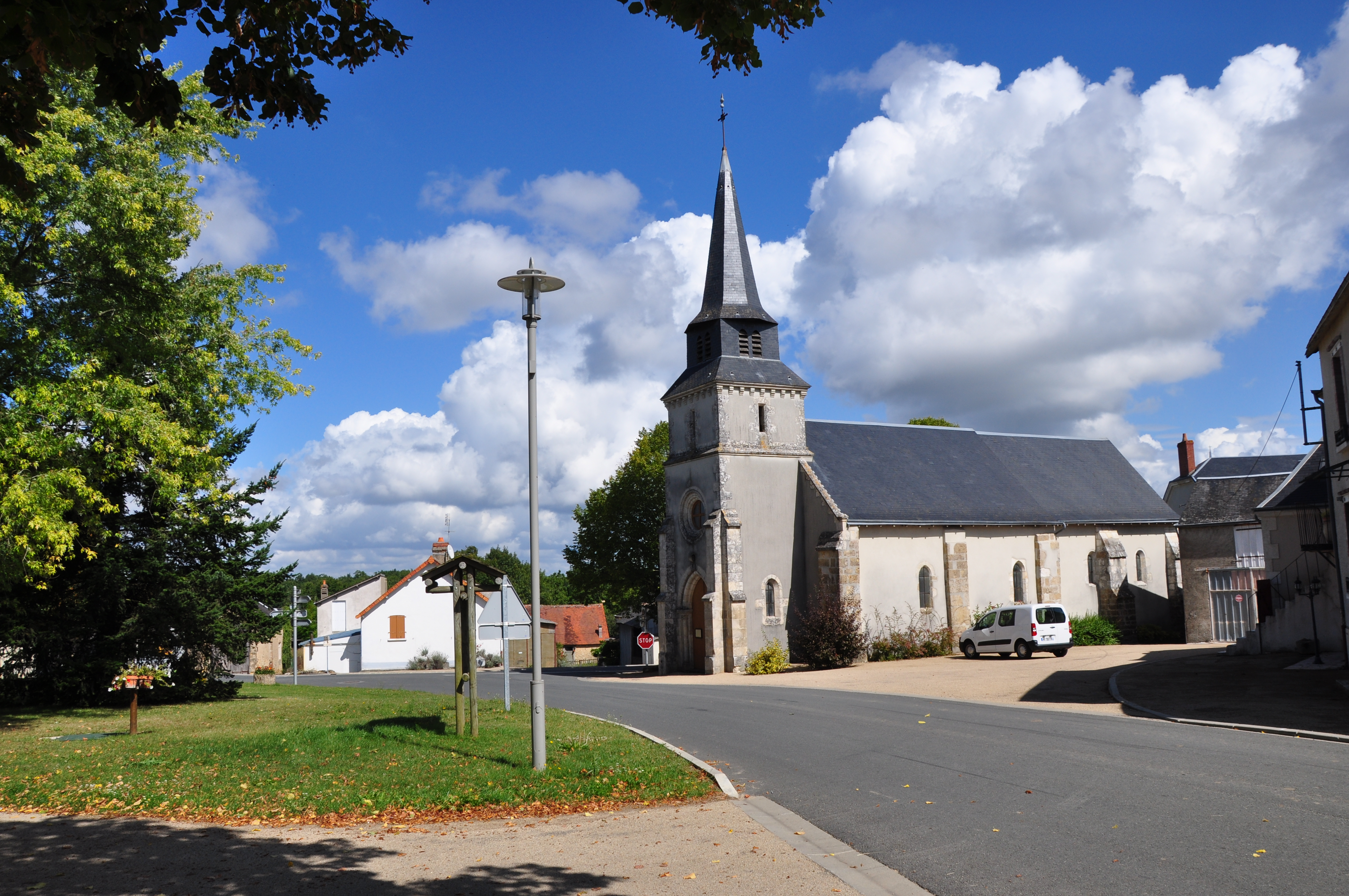
Kirche Saint-Étienne

- Kirche Saint-Étienne